# Шуваев, Александр Иванович
Александр Иванович Шуваев (1927—2003) — советский и российский промышленный деятель.

## Биография
Родился 22 ноября 1927 года в селе Кузнецово Курьинского района Алтайского края.
Свою трудовую деятельность начал в пятнадцать лет рабочим на Алтайском тракторном заводе. В 1960 году окончил Алтайский политехнический институт (ныне Алтайский государственный технический университет), получив специальность «инженер-механик». Продолжив работать та тракторном заводе, прошел трудовой путь от заточника до заместителя главного инженера. Работал старшим мастером, инженером-конструктором, заместителем главного технолога, начальником отдела технического контроля и экспортной техники и главным технологом, исполнял обязанности секретаря партийного бюро.
В 1972 году Александр Иванович был приглашён работать на КАМАЗ и назначен заместителем главного инженера по подготовке производства. Он координировал вопросы изготовления нестандартного оборудования, обеспечения инструментом, оснасткой первой очереди и комплексной технологической подготовкой производства второй очереди КАМАЗа, также курировал внедрение АСУ и учёта технологической оснастки и инструмента для массового выпуска грузовиков «КАМАЗ». В июне 1977 года Александр Шуваев был назначен заместителем технического директора завод КАМАЗ по подготовке производства. В 1979 году стал первым заместителем технического директора — главным технологом завода. В 1982 году был назначен заместителем генерального директора по развитию.
В составе группы специалистов Министерства автомобильной промышленности СССР А. И. Шуваев был направлен в США для ознакомления с системой организации производства автомобилей и организацией управления производством ведущих американских автомобильных концернов. В 1987 году он был назначен генеральным директором строящегося производственного объединения «Камский тракторный завод», а затем — генеральным директором «Елабужского завода легковых автомобилей».
В 1989 году Александр Николаевич Шуваев вышел на пенсию и находился на заслуженном отдвхе.
Умер 23 мая 2003 года.

## Заслуги
- Награждён орденами Трудового Красного Знамени, Дружбы народов, «Знак Почёта» и медалями.
- Лауреат Государственной премии СССР (1984, за создание и внедрение в машиностроение комплекса новых методов и автоматизированного оборудования для точного холодного формообразования давлением валов и осей).
- Заслуженный машиностроитель СССР (1980).